# Christian Ludwig Fromm
Christian Ludwig Fromm (* 24. Februar 1797 in Onstmettingen; † nach 1861) war ein deutscher Verwaltungsbeamter.

## Leben
Fromm war der Sohn des Pfarrers Friedrich Ludwig Fromm († 1803). Er war vom 14. bis 21. Lebensjahr als Schreiber beschäftigt und nahm 1821 das Studium der Staatswirtschaft an der Universität Tübingen auf. Nach Ablegung der höheren Dienstprüfung im Departement der Finanzen und des Innern wurde er 1822 Oberamtsaktuar beim Oberamt Künzelsau, 1830 Hohenlohe-Neuenstein-Kirchbergischer Rentbeamter und 1831 zugleich Bezirksamtmann (Polizeiamtmann) in Kirchberg an der Jagst. Nach Aufhebung der Patrimonial-Polizeiverwaltung 1849 wurde er zunächst in den Ruhestand versetzt, 1850 wurde er provisorisch, 1853 definitiv zum Oberamtmann des Oberamts Calw ernannt. 1861 trat er aus gesundheitlichen Gründen in den Ruhestand.